# Ace Driver
Ace Driver is een computerspelserie van het Japanse bedrijf Namco. De reeks bestaat uit drie spellen.
- 1994: Ace Driver: Racing Evolution
- 1995: Ace Driver: Victory Lap
- 2008: Ace Driver 3: Final Turn